# گاستون سوفریتی
گاستون سوفریتی (انگلیسی: Gastón Soffritti؛ زادهٔ ۱۳ دسامبر ۱۹۹۱) بازیگر اهل آرژانتین است.